# Commiphora hodai
Commiphora hodai är en tvåhjärtbladig växtart som beskrevs av Thomas Archibald Sprague. Commiphora hodai ingår i släktet Commiphora och familjen Burseraceae. Inga underarter finns listade i Catalogue of Life.